# Специя (провинция)
Спе́ция (итал. Provincia della Spezia, лиг. Provinsa dea Speza) — провинция в Италии, в регионе Лигурия. Центр провинции — город Специя.
Население провинции к лету 2007 года составляло 220 788 человек.
Провинция Специя граничит на востоке с провинцией Генуя, на севере с регионом Эмилия-Романья (провинция Парма) и на западе с регионом Тоскана (провинция Масса-Каррара). На юге провинция омывается водами Лигурийского моря.

## География
Территория провинции Специя составляет 880,87 км. Провинция состоит из 32 коммун.
Основные реки: Вара и Магра.

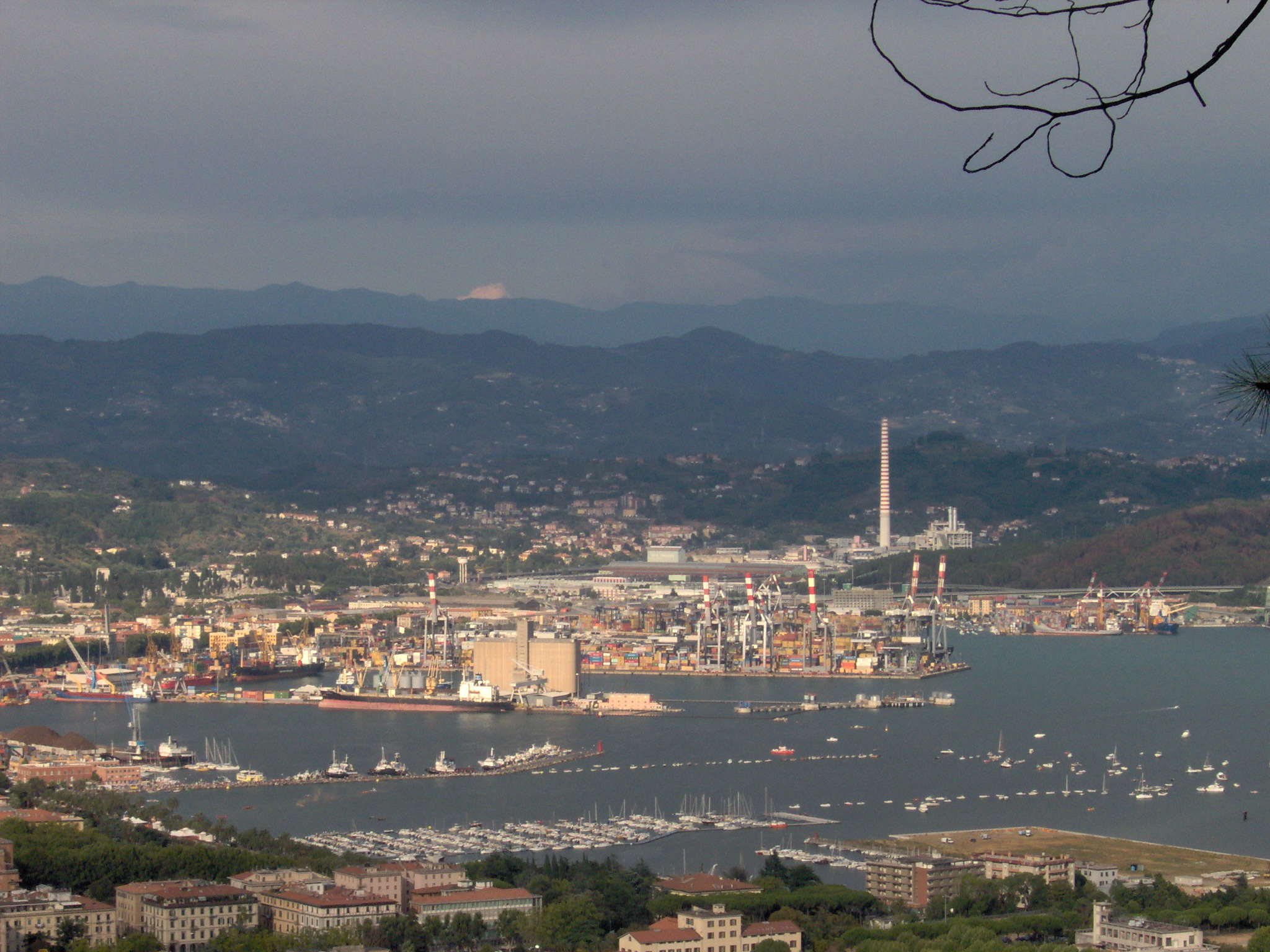
Порт города Специя
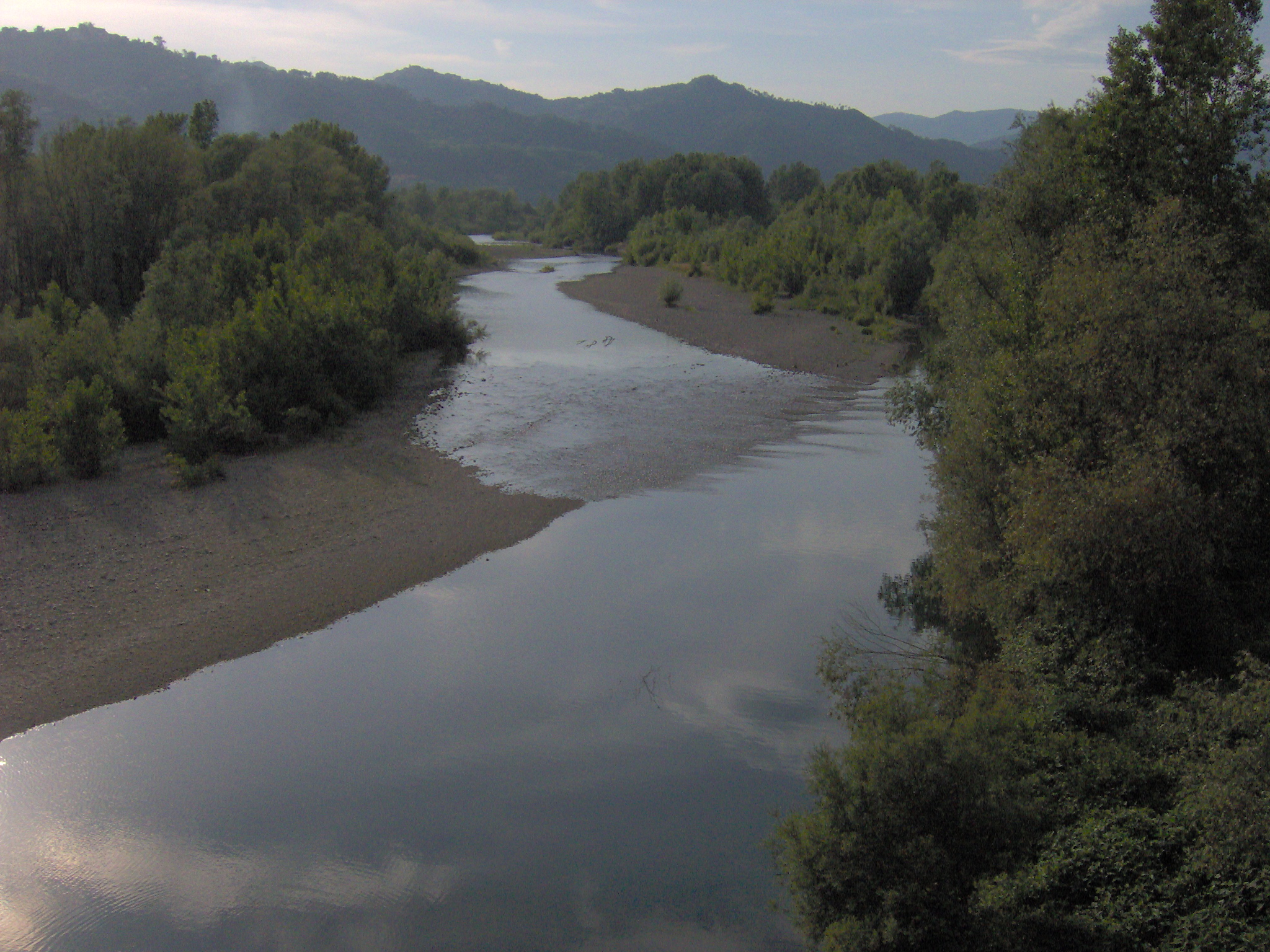
Долина реки Вара
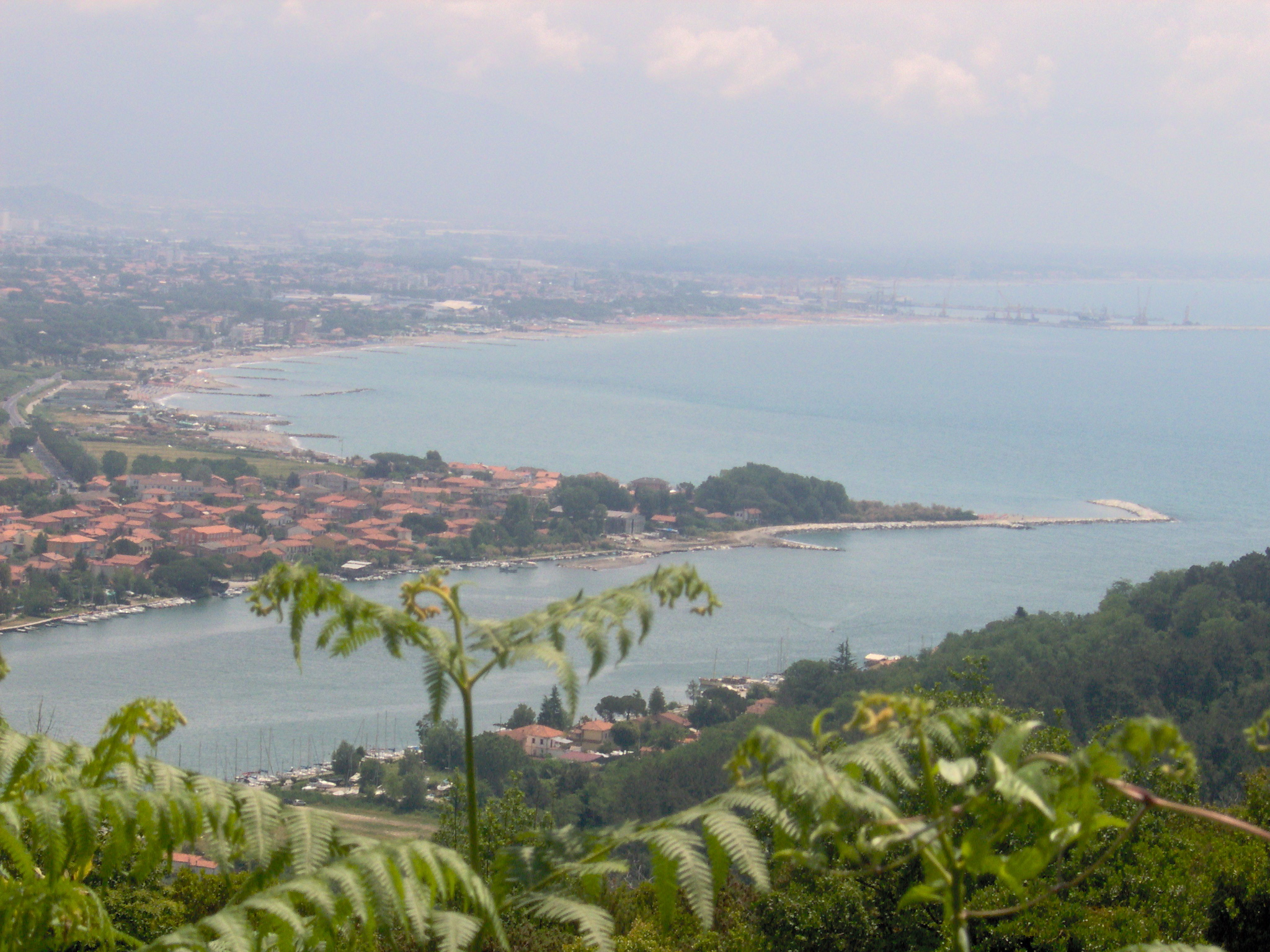
Устье реки Магра

Высочайшая точка гора итал. Monte Gottero — 1639 м.

## История
С 173 года территория Специи относилась римской провинции Лигурия с центром в городе Луни. В 773 году Карл Великий захватил эту территорию.

## Достопримечательности
- морской заповедник
- национальный парк Чинкветерре
- музей в монастыре Сан-Франческо-да-Паола